# Wallenstein (d'Indy)

Wallenstein, trilogie symphonique op. 12 est une œuvre orchestrale de Vincent d'Indy d'après le poème de Schiller. Composé entre 1873 et 1881, remaniée en 1887, elle fut créée le 26 février 1888 aux Concerts Lamoureux. 

## Analyse de l'œuvre
1. Le Camp de Wallenstein
2. Les Piccolomini
3. La Mort de Wallenstein

- Durée d'exécution : trente deux minutes

- Le premier mouvement présente le camp de Wallenstein devant la ville de Magdebourg.
- Le second mouvement évoque l'amour de Max Piccolomini pour Thécla, la fille de Wallenstein, puis son désespoir quand il apprend la trahison de Wallenstein. Max choisit alors la mort.
- Le troisième mouvement suggère l'influence des astres sur la vie des hommes. Les thèmes de Wallenstein, puis ceux de Max et Thécla se mêlent. Le mouvement s'achève sur un diminuendo, symbole de la vanité des actions humaines.

## Instrumentation
- un piccolo, deux flûtes, deux hautbois, deux clarinettes, une clarinette basse[1], quatre bassons, quatre cors, quatre trompettes, trois trombones, un tuba, huit harpes[1], trois timbales, batterie, cordes.